# Ciżmówka ciemnoblaszkowa

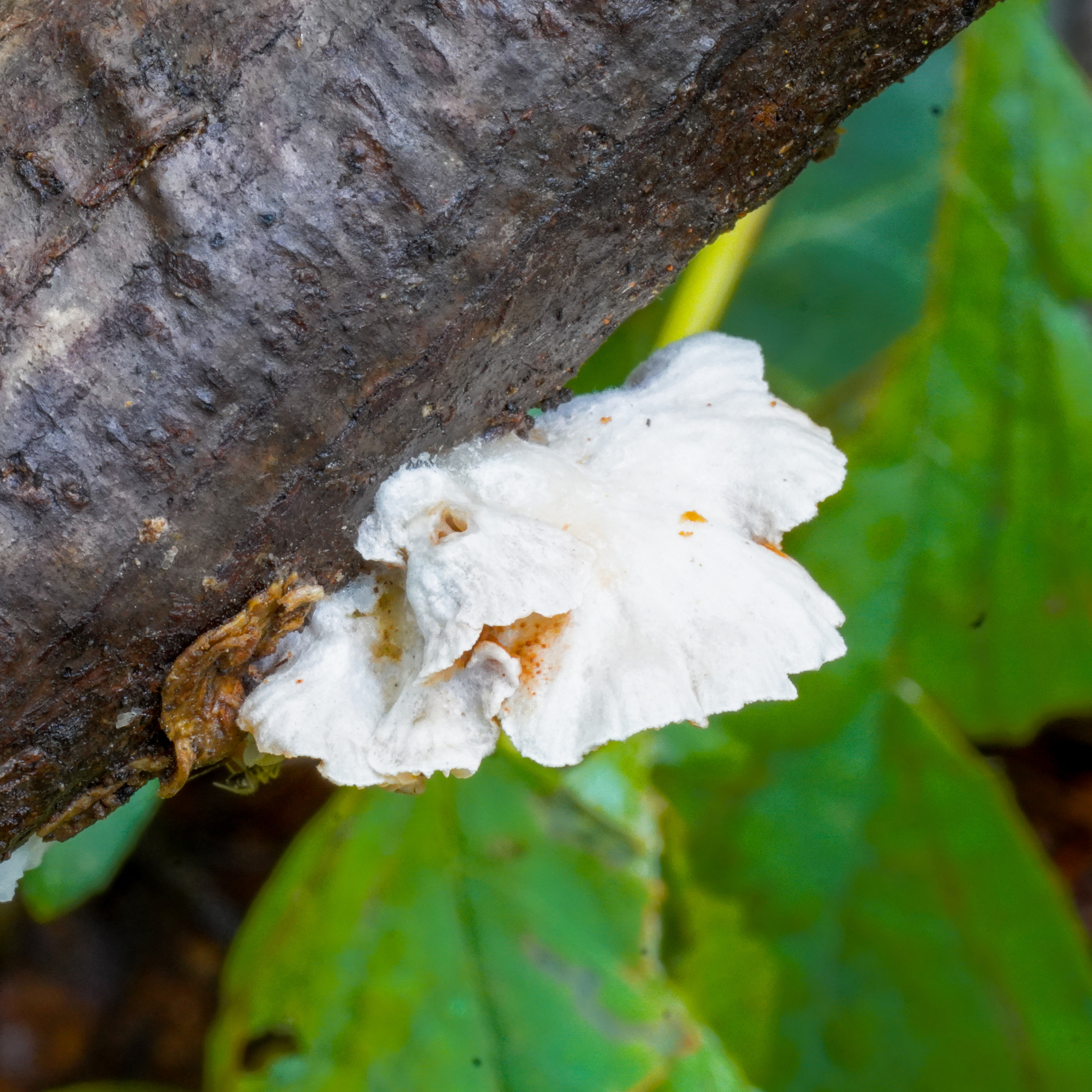

Ciżmówka ciemnoblaszkowa (Crepidotus cesatii (Rabenh.) Sacc.) – gatunek grzybów należący do rodziny ciżmówkowatych (Crepidotaceae).

## Systematyka i nazewnictwo
Pozycja w klasyfikacji według Index Fungorum: Crepidotus, Crepidotaceae, Agaricales, Agaricomycetidae, Agaricomycetes, Agaricomycotina, Basidiomycota, Fungi.
Po raz pierwszy opisał go w 1851 r. Gottlob Ludwig Rabenhorst, nadając mu nazwę Agaricus cesati. Obecną nazwę nadał mu w 1877 r. Pier Andrea Saccardo. Niektóre synonimy:
- Crepidotus cesatii var. sphaerosporus (Pat.) A. Ortega & Buendía 1989
- Crepidotus cesatii var. subsphaerosporus (J.E. Lange) Senn-Irlet 1995

Nazwę polską zarekomendował Władysław Wojewoda w 2003 r.

## Morfologia
Kapelusz
O średnicy 6–21 mm, zaokrąglony, nerkowaty, półkolisty, okrągły, u młodych okazów kopytkowaty, później wypukły do płasko-wypukłego, z wyraźnie zagiętym, rzadko karbowanym brzegiem. Powierzchnia matowa, filcowato-owłosiona, u starszych okazów przynajmniej na brzegu owłosiona, biała, u eksykatów biała do kremowej; w miejscu przyczepu często filcowato-kosmówkowa.
Blaszki
L = 8–14, l = 1–2, brzuchate do szeroko brzuchatych, rzadkie lub umiarkowanie gęste, wąsko przyrośnięte, początkowo białe, później kremowe do łososiowych lub różowocynamonowych. Ostrze strzępiaste i białawe.
Trzon ekscentryczny, czasami wyraźny, krótki i gruby, często tylko pseudotrzon. Powierzchnia biała, kosmkowata lub owłosiona.
Miąższ
Cienki, biały, bez zapachu, o gorzkim smaku.
Wysyp zarodników
Winnopłowy, różowocynamonowy lub ochrowopłowy.
Cechy mikroskopowe
Zarodniki 6,5–9 × 5,5–7,5 μm, Q = 1–1,3, kuliste do prawie kulistych, rzadziej szeroko podłużne, punktowo-kolczaste lub kolczaste, kolce wyraźnie widoczne w przekroju optycznym; ściany umiarkowanie do słabo zabarwionych. Podstawki 20–30(–39) × 6–10 μm, czterozarodnikowe, czasami mieszane z kilkoma dwuzarodnikowymi, ściśnięte. Cheilocystydy (18–) 24–50 × 5–10(–15) μm, wąsko-workowate, cylindryczne lub maczugowate, w górnej części przeważnie rozgałęzione, często przypominające poroże, czasami wygięte lub kątowe, rzadko septowane, szkliste, cienkościenne. Skórka typu przejściowego między trichodermą a luźnym naskórkiem z przeplatanymi, krzywymi lub zwiniętymi strzępkami; komórki końcowe niezróżnicowane, przeważnie proste, rzadziej zwinięte, o szerokości 2,5–6 μm. Czasami występuje subpelis o szerokości 30–40 μm, złożony z bardzo gęsto upakowanych, napęczniałych strzępek. Brak pigmentu. Sprzążki obecne we wszystkich częściach grzyba.

## Występowanie i siedlisko
Występuje na wszystkich kontynentach poza Antarktydą. W Polsce podano wiele stanowisk. Aktualne stanowiska podaje także internetowy atlas grzybów. Znajduje się w nim na liście gatunków zagrożonych i wartych objęcia ochroną.
Nadrzewny grzyb saprotroficzny. Występuje na gałązkach wszelkiego rodzaju drewna liściastego, bardzo rzadko na drewnie iglastym, mchach, w wielu różnych typach roślinności. Owocniki zazwyczaj od lipca do listopada.